# ジェシカ・スッタ

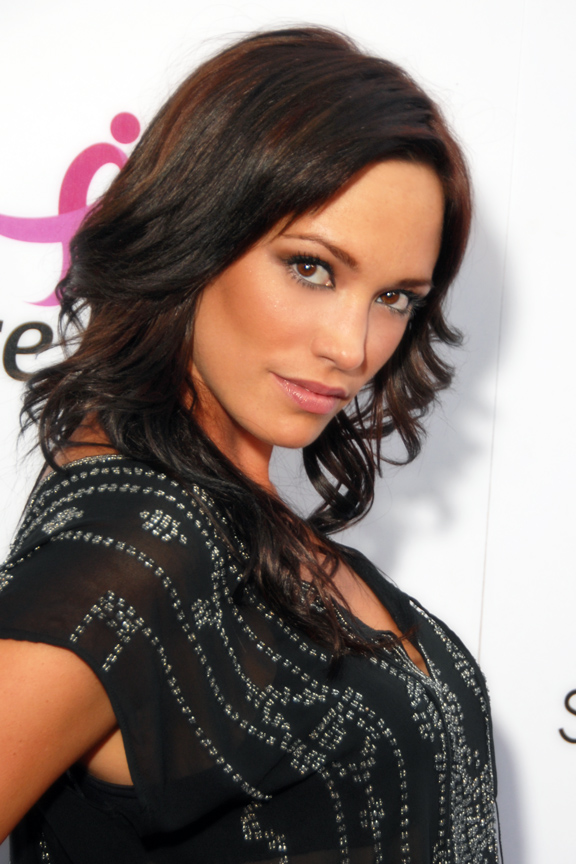
ジェシカ・スッタ（2009年）

ジェシカ・スッタ（Jessica Sutta、1982年5月15日 - ）は、アメリカ合衆国のダンサー、歌手、女優、モデルであり、ポップス/R&Bの人気グループ、プッシーキャット・ドールズの元メンバーである（コーラス担当、2002年から2010年まで在籍）。

## 生い立ち
フロリダ州マイアミで生まれた。アイルランド、ポーランド、日本、ロシア系統のカトリックのユダヤ系アメリカ人である。祖母は日本人。母親はローマ・カトリックである。ビリーとケヴィンという2人の兄がいる。
3歳でダンスを習い始めた。舞曲を学ぶために14歳でニュー・ワールドスクール・オブ・ジ・アーツに入学。最終的にはクラスは劇場研究に変わった。1999年にNBAのチアリーディング・チーム、マイアミ・ヒートに加わり2001年にキャプテンになった。

## メディア出演
アナ・ジョンソンの「ドント・クライ・フォー・ペイン」のミュージック・ビデオの中で夫に虐待された女性を演じている。2002年にジェシカはロサンゼルスへ移った。フリーのダンサーとしてウィル・スミス、ベイビー・バッシュ（「スガ・スガ」）、クレイグ・デイヴィッド、グロリア・エステファンのミュージック・ビデオに出演している。
『BULLY ブリー』や『アメリカン・スター』などの映画に出演。2007年にはプッシーキャット・ドールズとしてゲームショー『Identity』にも出演した。

## ディスコグラフィ

### スタジオ・アルバム
- I Say Yes (2017年、Premier League Music)

### シングル
- "Show Me" (2011年)
- "Again" (2013年)
- "Lights Out" (2013年)
- "Let It Be Love" (featuring Rico Love) (2015年)
- "Feline Resurrection" (2015年)
- "Damn (I Wish I Was Your Lover)" (2015年)
- "Forever" (2016年)
- "Distortion" (2016年)
- "Feel Like Making Love" (2017年)